# Benátská republika
Benátská republika (italsky Repubblica di Venezia, benátsky Repùblega de Venèsia), plným jménem Nejjasnější republika benátská (italsky Serenissima Repubblica di Venezia, benátsky Serenìsima Respùblica de Venexia) neboli La Serenissima, též známa jako „Nejjasnější republika sv. Marka“ (italsky Serenissima Repubblica di San Marco), byla jedním z italských států vytvořeným kolem města Benátky a existujícím od přelomu 7. a 8. století do roku 1797. Později nakrátko existovala republika s centrem v Benátkách ještě v revoluční době 1848–1849.
Na vrcholu své moci ovládaly Benátky kromě svého okolí také Istrii a Dalmácii (v dnešním Chorvatsku), části dnešní Albánie, Krétu, část řeckého pobřeží (včetně výsep na Peloponnésu), Kypr a další opěrné body a ostrovy ve Středomoří a Černomoří. Šlo o významnou námořní mocnost, která zajišťovala především obchod mezi Evropou a Blízkým Východem. Politicky šlo po většinu času o smíšenou formu vlády, v níž mělo vliv měšťanstvo i aristokracie a již zastřešoval doživotně volený dóže, ústavou omezený panovník. Benátský stát a jeho vládnoucí třída byli rovněž významnými mecenáši umělců, a zapsali se tak do dějin evropské architektury, hudby a výtvarného umění.

## Historie

### Vzestup (8.–10. století)

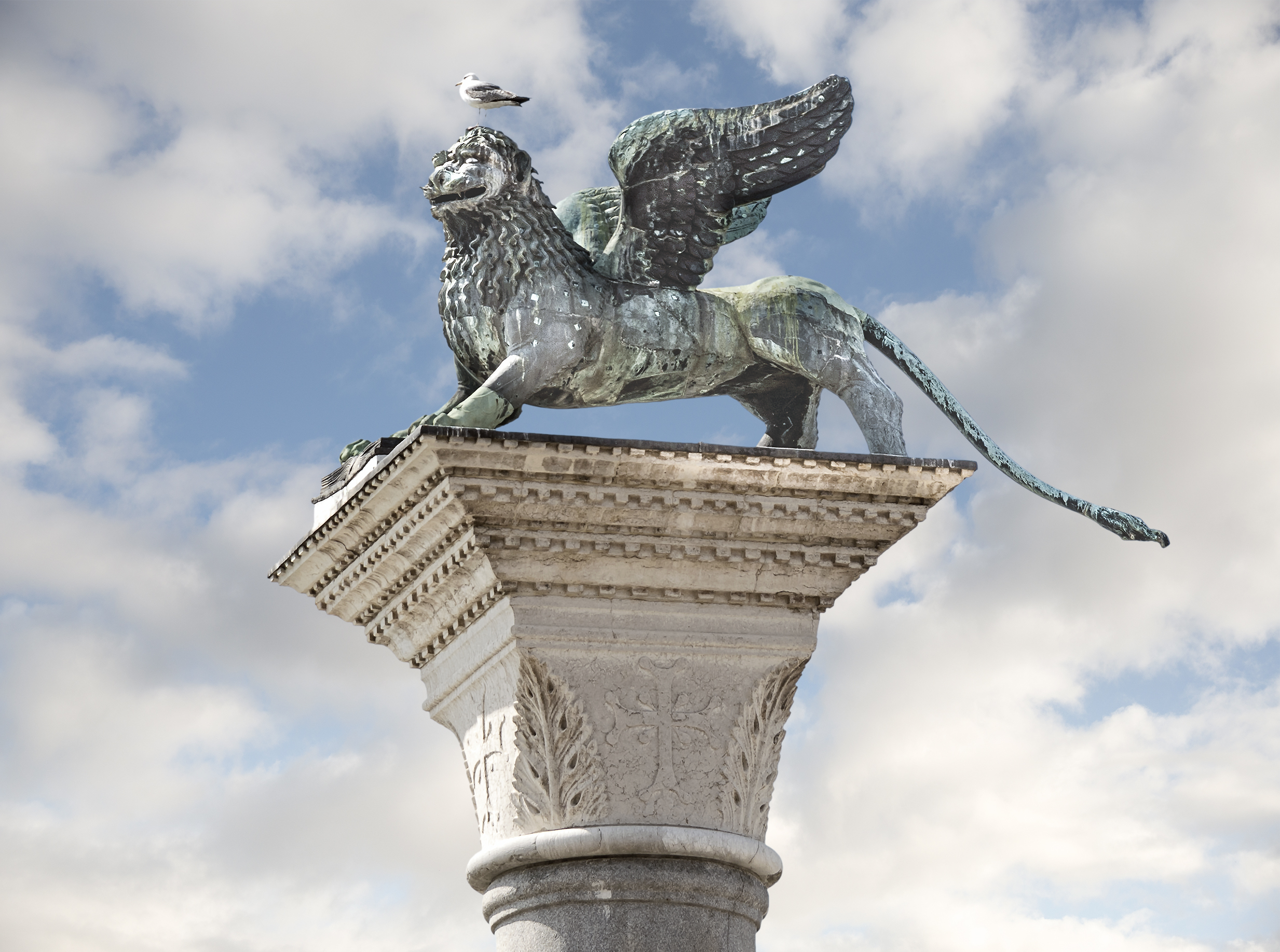
Okřídlený lev sv. Marka, od 9. století znak Benátské republiky (sloup na Náměstí sv. Marka v Benátkách)

Když v severní Itálii začala v 7. století slábnout moc Byzantské říše, začalo město Benátky postupně vystupovat stále samostatněji. To se jasně projevilo v byzantském sporu o ikonoklasmus kolem roku 726, kdy se postavilo na stranu papeže. V téže době město uzavřelo smlouvu s Langobardy, první samostatnou mezinárodní dohodu neschválenou byzantským císařem. Místní vládce, dux (latinsky kníže, místní poitalštěná varianta zní doge, česky dóže), volený z řad patricijů, tak postupně z postavení byzantského místodržícího přecházel do role samostatného činitele mezinárodní politiky. Město však ještě po nějakou dobu zůstávalo formálně součástí Byzantské říše, což mu umožňovalo nestát se součástí jiných politických celků. Pax Nicephori z roku 803, mírová smlouva mezi byzantským císařem Nikeforem I. a franským císařem Karlem Velikým, uznala Benátky jako de facto samostatné, avšak formálně náležející k Byzanci.

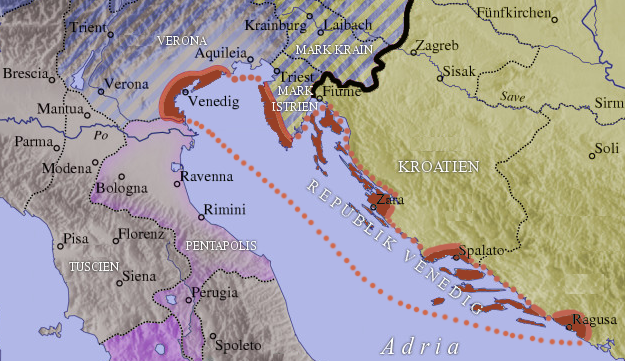
Benátská republika (červeně) kolem roku 1000

Růst sebevědomí a moci Benátek demonstrovalo i prohlášení sv. Marka patronem města poté, co údajné světcovy ostatky byly uloupeny roku 828 z Alexandrie. Symbol evangelisty Marka, okřídlený lev, od té doby zdobil znak města i celého benátského státu. Přítomnost ostatků důležitého světce a jeho symbolická ochrana zároveň Benátkám pomohla uvolnit se i z moci duchovní autority, patriarchy z Aquileje. V devátém století se zároveň ze shluku jednoduchých sídel začalo rodit skutečné město, s opevněními, mosty a kamennými stavbami. S tím narůstala i vojenská síla Benátek, které se zapojily do boje proti Saracénům na Sicílii i proti slovanským a muslimským pirátům v Jaderském moři.
V desátém století se Benátky ubránily převzetí ottonskými císaři  a získaly první opěrný bod v Istrii, důležité obchodní místo Capodistria (dnešní Koper).

### Námořní velmoc (11.–15. století)

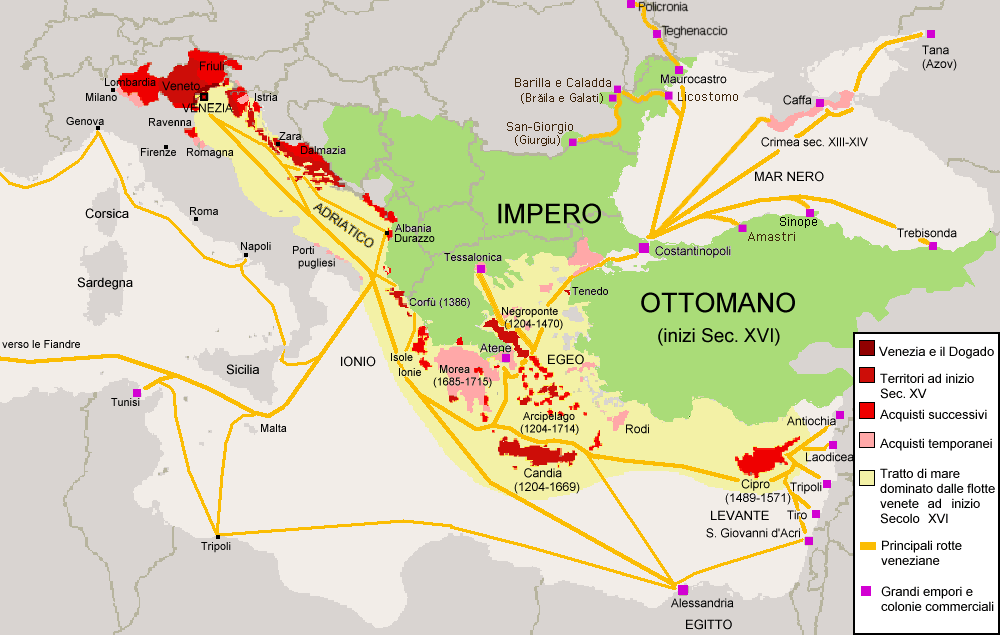
Území republiky a benátských kolonií: tmavě červeně – dobytá
do začátku 15. století,
červeně – na začátku 16. století,
růžově – dobytá dočasně,
žlutě – moře ovládaná Benátskou flotou
v průběhu 15. století,
šafránově – hlavní trasy,
fialové čtverce – hlavní sklady a obchodní kolonie.

Za vlády dóžete Pietra II. Orseola (991–1008) začal vzestup města do postavení námořní velmoci. Kolem roku 1000 proběhlo úspěšné vojenské tažení proti chorvatské Dalmácii a v letech 1002–1003 benátská flota porazila Saracény obléhající byzantské Bari. Pietrovi II. se připisuje také vytvoření každoročního obřadu zásnub s mořem, tradice trvající 800 let; během obřadu, který se později odehrával na palubě vládní galéry jménem Bucentaur, vrhl dóže do moře posvěcený prsten se slovy „Disponsamus te, Mare, in signum veri perpetuique dominii,“ česky „Bereme si tě, moře, za manželku, na znamení [své] skutečné a trvalé nadvlády“. Dóžata si od 11. století také připisovala titul Dux Veneticorum et Dalmaticorum, vévodů benátských a dalmátských.
Benátský obchod podporovala od 11. století důležitá privilegia, rovnající se monopolu na obchod mezi Svatou říší římskou a Orientem. Město je získalo od německého císaře Jindřicha IV. za podporu ve sporu o investituru proti papeži Řehoři VII. a od byzantského císaře Alexia I. za válečnou pomoc proti tureckým Seldžukům a Normanům, ohrožujícím Byzanc zároveň z východu i západu.
Benátky však brzy začaly upadající Byzanci přerůstat přes hlavu a ohrožovat její ekonomiku, k prohloubení rozporů navíc přispělo církevní schizma mezi Římem a Konstantinopolí roku 1054 i aktivní účast Benátčanů na křížových výpravách, zahájených koncem 11. století, počínaje druhou z nich. Nové křižácké státy v Levantě však zároveň Benátkám otevřely nové obchodní i politické možnosti. Napětí mezi Byzancí a Benátkami vyvrcholilo ve druhé polovině 12. století. Roku 1171 nechal císař Manuel I. Komnenos (1143–1180) během překvapivé akce zatknout všechny Benátčany na svém území a zabavit veškerý benátský majetek. To a neschopnost benátského loďstva se pomstít vedlo k občanským nepokojům v Benátkách, při nichž byl zabit tehdejší dóže. Od té doby pokračovaly napětí a konflikty, jako byl velký pogrom Byzantinců na latinské věřící za císaře Alexia II. Komnena roku 1182 nebo čtvrtá křížová výprava (1201–1204), jež vyústila v dobytí a vyrabování Konstantinopole, kam křižáky nasměrovali právě Benátčané. Ti pak z výpravy získali velkou kořist hmotnou i územní zisky na úkor své bývalé mateřské země. Opanovali zhruba tři osminy území dobyté Byzance: Velkou část Konstantinopole a Adrianopole, významné přístavy Dubrovník a Drač na Jadranu, Koroni a Methoni na Peloponésu („oči Benátek“), Gallipoli na evropském břehu Dardanel a maloasijskou Héraklei a téměř všechny řecké ostrovy včetně Kréty a Euboie. Tím získali i územní základnu pro své dominantní postavení ve středomořském obchodu. Synovec benátského dóžete Marco Sanudo dále dobyl Kykladské ostrovy a založil zde vazalské křižácké Vévodství Naxos. Bronzová kvadriga na benátském Dómu svatého Marka, uloupená z Konstantinopole, symbolizuje triumf tehdejšího dóžete Enrica Dandola.

Benátská vlajka na obchodní mapě A. Dulcerta, 14. století

Svůj válečný triumf Benátky v následujících desetiletích využily ke zřízení obchodního impéria a koloniální říše ve východním Středomoří. Řetěz jejich pobřežních pevností se táhl od Dalmácie, Řecka a Kréty až do Černého moře a jejich obchodní stezky nyní vedly až do nitra Asie. Hlavním rivalem Benátek se v té době stalo jiné italské obchodní město, Janov. S pomocí Janovanů dobyli roku 1261 Řekové překvapivě Konstantinopol zpět a Benátky musely Janovu přepustit část kolonií a obchodních privilegií. Během 13. a 14. století pak obě italská města proti sobě vedla několik dalších válek, roku 1379 Janované spojení s Uhry bezmála Benátky dobyli.

Benátské državy v Řecku kolem roku 1450

Zatím se pány Malé Asie postupně stávali Turci, kteří začali ohrožovat životně důležité zájmy Benátčanů. Zejména možné uzavření Bosporu bylo nepříjemné o to více, že roku 1291 padl poslední opěrný bod Evropanů v Palestině, takže obchod s Orientem byl možný prakticky jen přes Černé moře. Benátky navíc postihl velký mor roku 1348, po kterém z asi 110 tisíc obyvatel zůstalo asi 70 tisíc, přesto si po celé 14. století udržovaly vůdčí postavení ve Středozemním moři. Nové období prosperity začalo na konci 14. století. Roku 1386 Benátky zakoupily ostrov Korfu a získaly i další ostrovy a opěrné body na albánském pobřeží. Janov byl oslaben vnitřními boji a Benátčanům se podařilo obstát v bojích s Uhry na Balkáně; mezi roky 1410 a 1420 dokonce drželi celou Dalmácii.
Zhruba v téže době začaly Benátky rozšiřovat svoje území i na severu Apeninského poloostrova, tedy na „Pevnině“ („Terraferma“), což zákonitě vedlo ke konfliktům s dalšími italskými státy a s habsburskou říší. Benátčané dobyli už roku 1339 Treviso. Po roce 1402, kdy zemřel milánský vévoda Gian Galeazzo Visconti, pán velké části severní Itálie, pak postupně získali Benátsko a Furlansko. Roku 1425 porazili Milán a posunuli hranici až k řece Adda, a tento územní zisk byl po vítězné válce proti spojeným severoitalským státům dočasně stvrzen mírovou smlouvou z Lodi roku 1454.
Mezitím byla roku 1451 benátská církevní provincie papežem Mikulášem V. povýšena na patriarchát – formálně přenesením titulu patriarchy z upadajícího Grada. Od té doby až dodnes patří benátský patriarchát k nejvýznamnějším diecézím Západu; benátští patriarchové bývají po zvolení jmenováni kardinály a mnozí z nich se později stali papeži.
Zatím osmanská vojska lámala odpor posledních zbytků Byzantské říše; Turci se tak stali bezprostředními sousedy Benátčanů a podstatně ztížili jejich obchod s oblastí Egejského a Černého moře. Roku 1463 začala benátsko-turecká válka, která skončila roku 1479 vítězstvím Turků. Benátky ztratily řadu opěrných bodů ve Středomoří a zavázaly se platit Turecku každoročně 10 000 zlatých dukátů. V téže době zároveň pokračovaly boje o rozšíření benátského panství v severní Itálii. Benátčané získali několik dalších měst a v souvislosti s dobytím Neapolského království Španěly obsadili i velkou část pobřeží Apulie.
I když v 15. století ztratily Benátky postavení velmoci východního Středomoří, i nadále profitovaly ze zámořského obchodu a stále patřily k nejbohatším městům Evropy. Další zisky jim plynuly ze zemědělství na jejich severoitalském území, kde Benátčané prováděli rozsáhlé zavlažování a zúrodňování půdy. Město v té době dosáhlo 180 tisíc obyvatel a v jeho středomořské koloniální říši žily další dva miliony lidí.

### Konec slávy a zánik (16.–18. století)

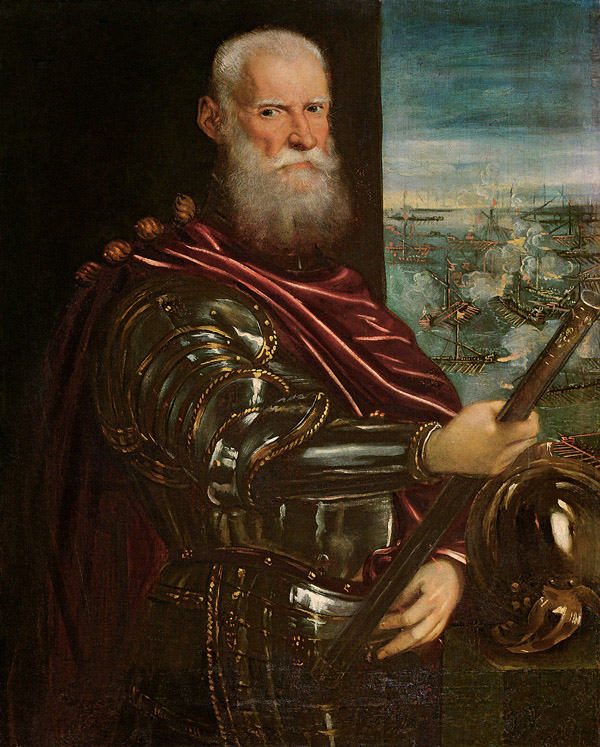
J. Tintoretto: Sebastiano Venier, pozdější benátský dóže, jako velitel u Lepanta. Na pozadí je vidět výjev z bitvy.

Císař Svaté říše římské Maxmilián I. a francouzský král Ludvík XII. uzavřeli roku 1508 ligu v Cambrai, jejímž cílem bylo dobytí území benátské republiky v horní Itálii. Ke koalici se připojili papež Julius II., český a uherský král Vladislav Jagellonský, anglický král Jindřich VIII. Tudor a aragonský král Ferdinand II. Aragonský. Liga drtivě porazila Benátčany v bitvě u Agnadella 14. května 1509. Územní ztráty Benátek však byly jen dočasné, liga se brzy rozpadla a papež se roku 1511 spojil s Benátkami a Švýcary proti Francouzům, aby je vypudil z Lombardie. Přesto tato událost znamená konec územní expanze Benátské republiky – ta se na italském území od té doby snažila zachovávat neutralitu.

Tizian: Andrea Gritti, benátský dóže (77 v pořadí)

Turci posilovali svoji námořní moc. Roku 1538 poprvé porazili Benátčany na moři v bitvě u Prevezy a odebrali jim Vévodství Naxos a pak i další území včetně Kypru, poslední významné državy Benátek v Levantě. Poslední geopolitickou roli pak Benátky sehrály roku 1571, kdy zajistily více než polovinu z lodí Svaté ligy, které pak zvítězily nad Turky v námořní bitvě u Lepanta. Toto vítězství však již Benátkám žádné významnější zisky nepřineslo.
V desátých letech 17. století se Benátky dostaly do konfliktů se rakouskými i španělskými Habsburky a počátkem 30. let tohoto století jejich sílu dále podryl 16 měsíců trvající mor, jemuž padlo za oběť kolem 50 tisíc obyvatel. Roku 1638 se obnovil konflikt Benátek s Osmany, když do Jaderského moře pronikla tunisko-alžírská korzárská flota operující s tureckou podporou. Benátské námořnictvo sice piráty zničilo, ale následujících 25 let trvající válka přinesla dobytí Kréty Turky. Jistý obrat znamenalo oslabení turecké moci po porážce osmanské armády u Vídně roku 1683. Benátská armáda získala mezi roky 1685 a 1699 řadu vítězství a dobyla zpět některá území na Balkáně včetně Peloponéského poloostrova. V poslední benátsko-turecké válce v letech 1714 až 1718 však toto území Benátky opět ztratily.

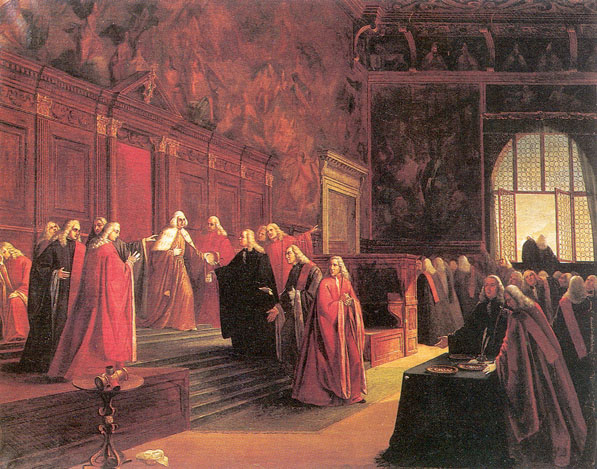
Maninova abdikace, posledního dóžete, od neznámého autora

Benátská republika v poslední fázi své existence sice ztratila dřívější vojenskopolitické postavení, i nadále však byla ekonomicky úspěšná a pokračovala v provozování mezinárodního obchodu. Její existence skončila italským polním tažením Napoleona Bonaparta, který Benátky obsadil 14. května 1797. Mír v Campo Formio poté 17. října 1797 předal většinu dosavadního benátského území pod svrchovanost rakouských Habsburků, zatímco Jónské ostrovy si ponechala Francie.

### Revoluční republika 1848 až 1849
Během revolučního roku 1848 proběhla vlna odporu proti Habsburkům i v severní Itálií. Benátští revolucionáři pod vedením Daniela Manina vyhlásili 23. března vlastní nezávislou benátskou republiku. Ta se udržela jako poslední bašta odporu italských vzbouřenců až do 23. srpna 1849, kdy ji zničila rakouská armáda. Revoluční benátská republika z roku 1848 však přímo nenavazovala na politické tradice předchozího benátského státu zrušeného Napoleonem.
Rakušané pak benátské území drželi až do roku 1866, kdy připadlo sjednocenému Italskému království.

## Politický systém

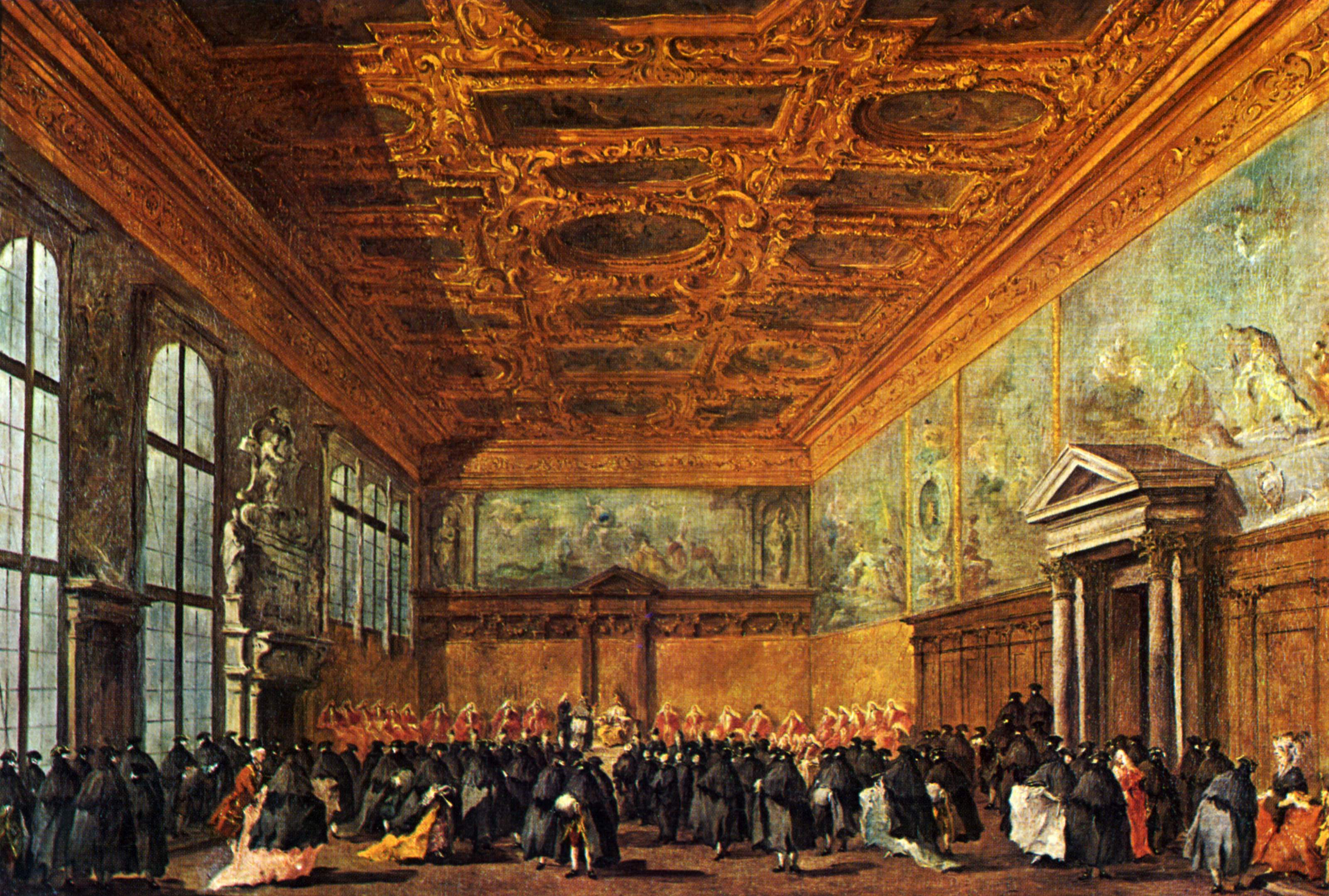
F. Guardi: Audience vyslanců u dóžete (kolem roku 1770)

Znak republiky 16.–18. století

Benátský znak z historické mapy

Neoficiální (přisouzený) velký znak republice, 1706

Doživotně volený dóže, na počátku dějin vybíraný z několika místních aristokratických („apoštolských“) rodin, měl původně téměř absolutní moc. Postupně však byla omezována a v Benátkách se vyvinul složitý politický systém, ve kterém moc společně vykonávala řada orgánů. Nejdůležitější z nich byly:
- Velká rada (Maggior Consiglio) reprezentující celý benátský patriciát. Při svém vzniku v roce 1172 měla 35 členů, postupně se však stala masovým shromážděním, které jeden čas mělo přes 2000 členů. Roku 1297 bylo uzákoněno, že členem Velké rady se nesmí stát žádný člen rodiny, jejíž členové zde již dříve nezasedali. Tím byla na dlouhá staletí definována obchodní aristokracie, vládnoucí třída Benátek.
- Senát (Senato) či do roku 1250 Rada poradců (Consiglio dei Pregadi) volený Velkou radou. Senát vznikl roku 1229, sestával ze 120 patricijů a zastupoval hlavně zájmy benátské aristokracie, rodin zapsaných v takzvané Zlaté knize (Libro d'oro).
- Quarantìe (Quarantìa, celým jménem Supremo Tribunale della Quarantia), volená Velkou radou, byl čtyřicetičlenný soudní dvůr republiky.
- Rada deseti (Consiglio dei Dieci) od roku 1310 každoročně volená Velkou radou se zabývala otázkami bezpečnosti a veřejného pořádku, na vrcholu své moci disponovala rozsáhlou sítí špiónů a zvědů a podílela se na celé řadě vládních záležitostí. Ze svých řad si volila tři předsedy (Capi del Consiglio dei Dieci).
- Sbor moudrých (Collegio dei Savi) existoval od roku 1380 a byl volen Senátem. Dělil se na několik dílčích kolegií, která se zabývala jednotlivými oblastmi vlády, například Savi di Terraferma (Moudří Pevniny) bylo pět patricijů, kteří měli na starosti správu benátského území v severní Itálii.
- Malá rada (Minor Consiglio) složená z šesti dóžecích radů (Consiglieri ducali) existovala od roku 1178. Její členové byli voleni Velkou radou, pomáhali dóžeti a zároveň ho kontrolovali a omezovali jeho moc.
- Státní inkvizitoři (Inquisitori di Stato) byli ustanovováni od roku 1539 a měli dbát na zákonnost a bojovat proti korupci a jiným zlořádům. Byli celkem tři, z toho Červený inkvizitor (Inquisitore rosso) byl vybírán z řad dóžecích radů a dva Černí inkvizitoři (Inquisitori neri) z řad Rady deseti.
- Prokurátoři svatého Marka (Procuratori di San Marco) byl ve vrcholné době Benátek devítičlenný sbor nejváženějších patricijů, volených Velkou radou. Pečovali o sirotky, chrámy a vykonávání závětí.
- Dóže (Doge), kníže, hlava státu doživotně volená Velkou radou složitým volebním procesem, obsahujícím i prvky náhody (losování volitelů).
- Signorie (Serenissima Signoria, do roku 1423 zvaná Commune Veneciarum) byla tvořena dóžetem, všemi šesti členy Malé rady a třemi předsedy Quarantìe (Capi della Quarantia). Šlo o nejvyšší výkonný orgán státu, jakousi vládu Benátské republiky.

Formou vlády vrcholného benátského státu byla aristokratická a oligarchická republika, jejíž vláda prosazovala zájmy aristokratů a bohatých benátských měšťanů, kteří jediní byli plnoprávnými účastníky politického procesu. Systémem vzájemně se kontrolujících a vyvažujících mocenských orgánů „Serenissima“ po většinu své historie účinně předcházela tomu, aby se moci ujala jediná vládnoucí dynastie nebo úzká mocenská klika.

## Ekonomika

### Benátský obchod a obchodní flota

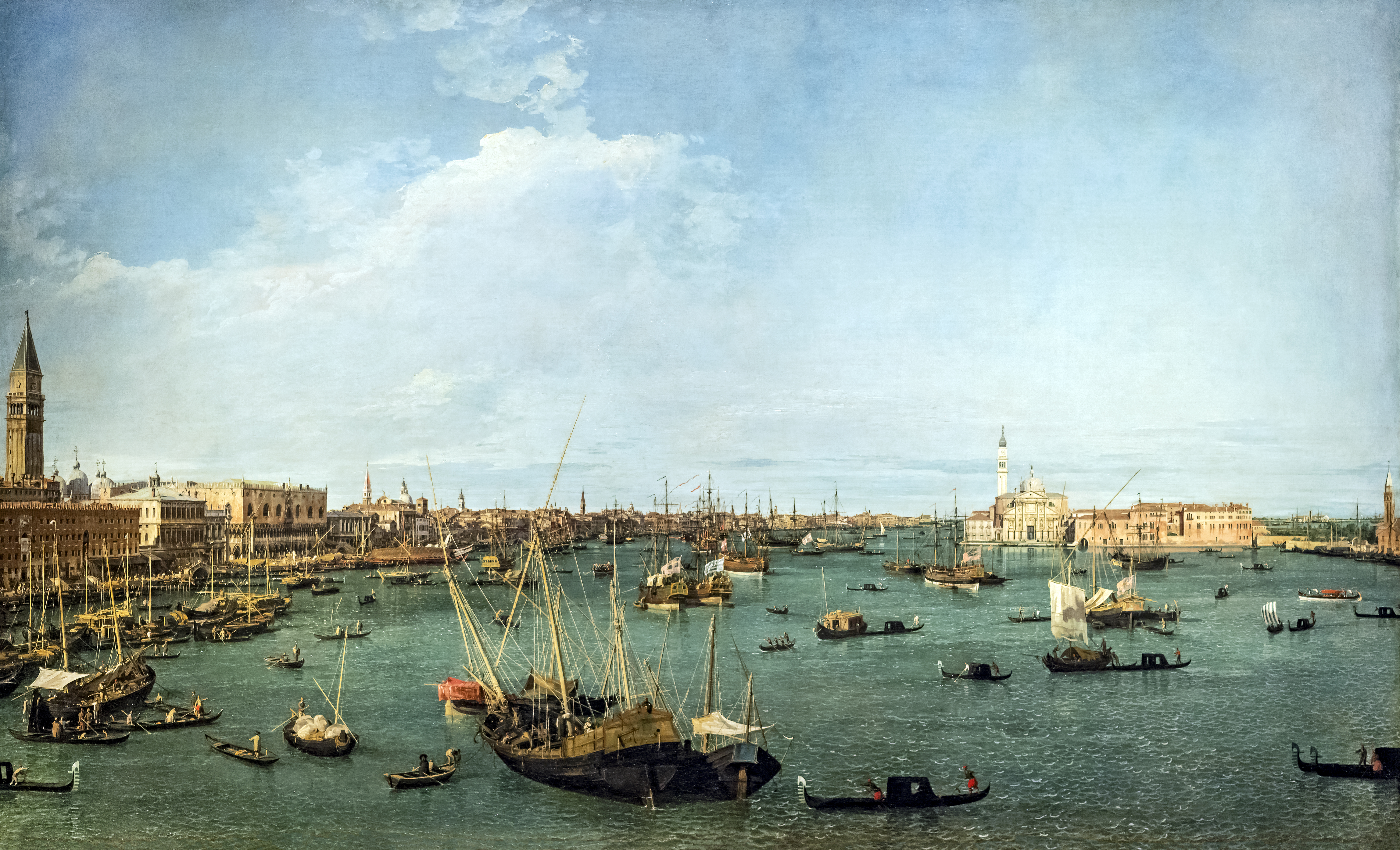
Benátský obchod (Canaletto)

Pro benátskou ekonomiku byl vždy důležitý obchod a námořní doprava. Na konci středověku čítala benátská flota několik tisíc plavidel, přičemž průměrná tonáž tamních nákladních lodí dosahovala v té době již 700 tun. Benátský arzenál, jeden z prvních průmyslových komplexů Evropy, dokázal efektivně vyrábět lodě a zbraně, které Benátčané potřebovali ke své obchodní a vojenské činnosti. 
Kromě koření a jiného tradičního orientálního zboží Benátčané v té době do Evropy dováželi otroky, cukr, olej, měď a bavlnu. Sami začali vyrábět hedvábí a tento průmysl se ve 14. století rychle rozvíjel. Od rozšíření benátského území na severu Apeninského poloostrova začala hrát ekonomickou roli i těžba dřeva na stavbu lodí a pěstování obilí na tomto území. Klíčovým odběratelem těchto produktů byl německý svět, pro nějž byly Benátky přirozenou branou do Středomoří. Významný byl rovněž obchod s jinými italskými státy, šlo hlavně o obilí, sůl a tkaniny. Benátské námořní podnikání bylo dobře organizované a centrálně koordinované – stát dohlížel na stavbu lodí, oběh zboží a provoz obchodních skladů.

### Měna a finančnictví

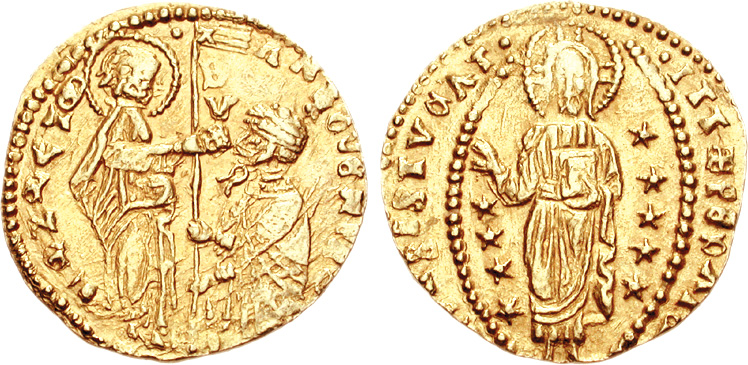
Zecchino (cekýn) dóžete Antonia Veniera z roku 1382

Po dobu své existence používaly Benátky celou řadu různých druhů oběživa, mnohé z nich samy razily – stříbrné grossi pro zahraniční obchod, piccoli pro vnitřní obchod, od roku 1284 zlaté dukáty (doslova „vévodské“, tj. dóžecí mince), od roku 1472 liry. Benátské politice přitom nebyly cizí různé spekulace a manipulace s obsahem drahého kovu v mincích.
Benátky se pro svoje obchodní postavení staly rovněž centrem raného finančnictví. Již v první čtvrtině 15. století zde bylo nejméně 14 soukromých bank, které již v té době prováděly bezhotovostní finanční operace. Sídlily na tržišti Rialto, kde pravidelně probíhaly i burzovní obchody. To vše vedlo k rozvoji technik účetnictví (bylo zde poprvé uplatněno podvojné účetnictví), ale i matematiky a vzdělanosti vůbec.

## Kultura

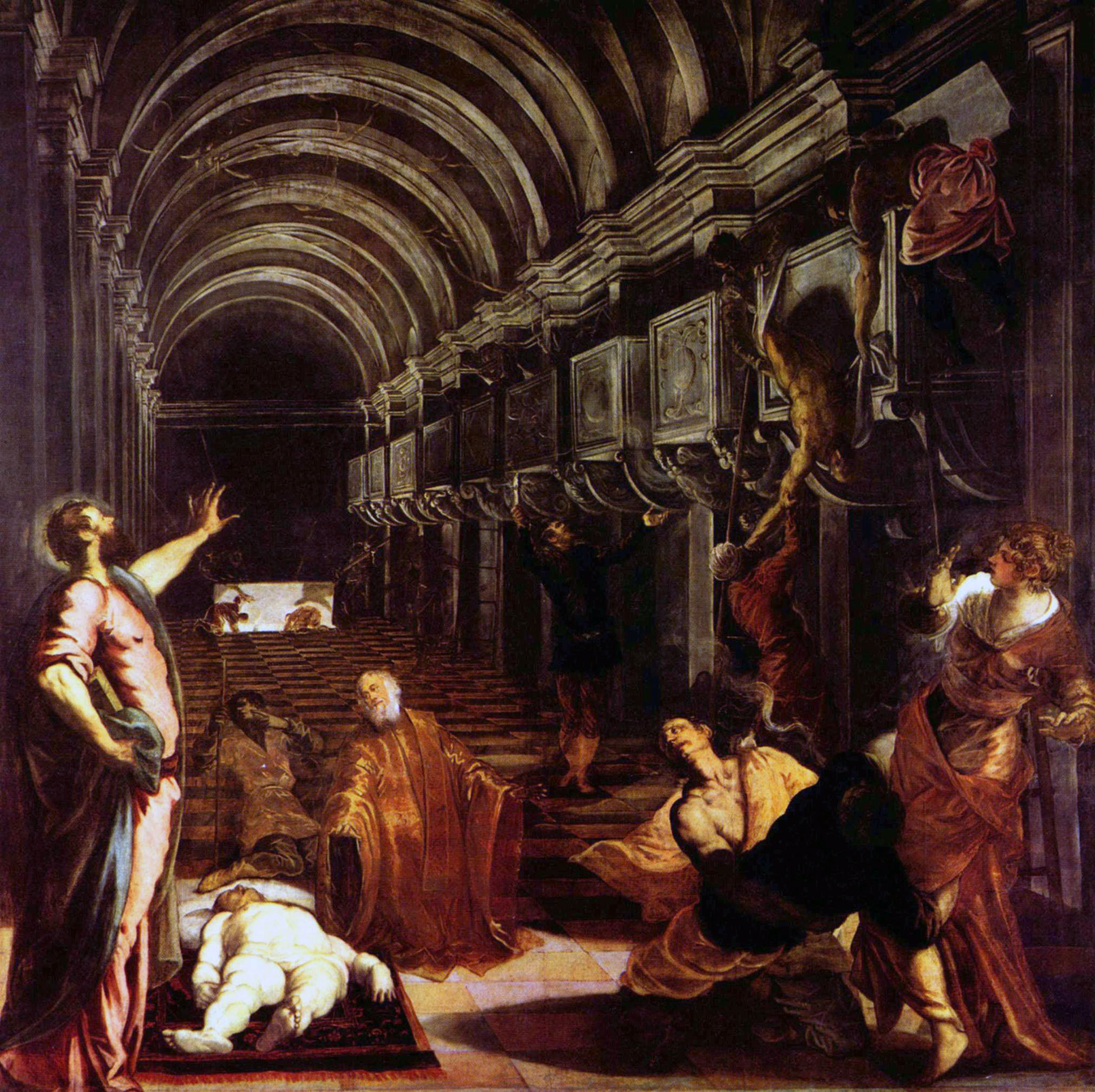
Tintoretto: Nalezení ostatků Sv. Marka (1548)

Benátská kultura navazovala v nejstarších dobách na byzantskou, později se Benátky staly důležitým centrem italské kultury.
Byzantské kořeny benátské architektury lze obdivovat na bazilice sv. Marka nebo na ostrově Torcello v benátské laguně, který byl ve středověku opuštěn kvůli zanesení tamního přístavu. Renesanční a barokní památky benátského období najdeme kromě samotné metropole a jejího okolí mimo jiné v dalších dvou světových kulturních památkách UNESCO, Trogiru a Šibeniku na chorvatském území.
Benátská malířská škola, od dob Giovanniho Belliniho smyslná a zdůrazňující barevnost, se pyšní jmény jako Giorgione, Tizian, Tintoretto a Giovanni Battista Tiepolo. Významná je také krajinomalba a tvorba vedut spojená především se jménem Canalettovým.
Významnou roli sehrály Benátky jako jedna z kolébek barokního stylu v hudbě na přelomu 16. a 17. století. Polychorální (tedy pro dva sbory psané) kompozice, jež zde jako první začal tvořit Adrian Willaert, byly spolu s florentskou monodií rozhodujícím impulsem při přechodu od předchozího renesančního skladebného kánonu k novému baroknímu umění. Dalšími významnými tvůrci této takzvané benátské školy byli Andrea Gabrieli, Giovanni Gabrieli, Cipriano de Rore, Gioseffo Zarlino, Claudio Merulo a nejslavnější z nich Claudio Monteverdi.